# Гибсонија (Пенсилванија)
Гибсонија (енгл. Gibsonia) насељено је место без административног статуса у америчкој савезној држави Пенсилванија.

## Демографија
По попису из 2010. године број становника је 2.733.
| Група             | 2000.    | 2010.         |
| Белци             | 0 (0,0%) | 2.628 (96,2%) |
| Афроамериканци    | 0 (0,0%) | 18 (0,7%)     |
| Азијати           | 0 (0,0%) | 24 (0,9%)     |
| Хиспаноамериканци | 0 (0,0%) | 35 (1,3%)     |
| Укупно            | 0        | 2.733         |